# کاپیتان آمریکا: دنیای جدید شجاع
آمریکا: دنیای جدید شجاع (انگلیسی: Captain America: Brave New World) یک فیلم ابرقهرمانی آمریکایی محصول ۲۰۲۵ مبتنی بر شخصیت مارول کامیکس یعنی سم ویلسون / کاپیتان آمریکا است که به‌وسیلهٔ مارول استودیوز تولید و به‌وسیلهٔ استودیو سینمایی والت دیزنی توزیع شده است. این فیلم چهارمین قسمت سری فیلم‌های کاپیتان آمریکا، ادامه‌دهندهٔ مینی‌سریال تلویزیونی فالکون و سرباز زمستان (۲۰۲۱) و سی و پنجمین فیلم در دنیای سینمایی مارول محسوب می‌شود. کارگردان فیلم ژولیوس اونا است که فیلم‌نامه را مشترکاً با راب ادواردز و تیم‌های نویسندگی مالکم اسپلمن و دیلن ماسن و نیز ژولیوس اونا و پیتر گلنز نوشته است. آنتونی مکی نقش اصلی سم ویلسون / کاپیتان آمریکا را بازی می‌کند و از دیگر بازیگران آن می‌توان به دنی رمیرز، شیرا هاس، کارل لامبلی، زوشا راکمور، جانکارلو اسپوزیتو، لیو تایلر، تیم بلیک نلسون و هریسون فورد اشاره کرد. در این فیلم، ویلسون در حال تحقیق دربارهٔ توطئه‌ای است که رئیس‌جمهور آمریکا، تادئوس راس (با بازی فورد)، در آن دخیل است.
کاپیتان آمریکا: جنگ داخلی (۲۰۱۶) سه‌گانهٔ کاپیتان آمریکا با بازی کریس ایوانز در نقش استیو راجرز را به پایان رساند. آنتونی مکی در فالکون و سرباز زمستان به کاپیتان آمریکا جدید تبدیل شد، و فیلم جدیدی از این شخصیت تا آوریل ۲۰۲۱ به‌دست اسپلمن و ماسن (که هر دو نویسندهٔ فالکون و سرباز زمستان بودند) در دست نگارش بود. مکی در اوت همان سال برای بازی در این فیلم به‌کار گرفته شد. اونا در ژوئیهٔ ۲۰۲۲ که عنوان نظم جهانی نوین برای فیلم برگزیده شد، به پروژه پیوست. دیگر اعضای گروه بازیگران در سپتامبر همان سال اعلام شدند. فیلم‌برداری از مارس تا ژوئن ۲۰۲۳ در استودیوهای تریلیث در آتلانتا، جورجیا انجام گرفت و مکان فیلم‌برداری افزوده در واشینگتن، دی.سی. بود. عنوان فیلم هنگام فیلم‌برداری به آمریکا: دنیای جدید شجاع تغییر داده شد. اورتن در دسامبر ۲۰۲۳ برای نگارش سناریوی فیلم‌برداری مجدد که قرار بود از آغاز تا میانهٔ ۲۰۲۴ انجام شود، به پروژه پیوست.
آمریکا: دنیای جدید شجاع نخستین بار در ۱۱ فوریهٔ ۲۰۲۵ در سالن نمایش چینی گرامن در لس آنجلس، کالیفرنیا به نمایش درآمد و در ۱۴ فوریهٔ ۲۰۲۵ در ایالات متحده به‌عنوان بخشی از فاز پنجم دنیای سینمایی منتشر شد. این فیلم با فروش جهانی بیش از ۴۱۵ میلیون دلاری، به ششمین فیلم پرفروش ۲۰۲۵ تبدیل شده است. نقدهای منتقدان دربارهٔ داستان، ارتباطات فیلم با دیگر پروژه‌های دنیای سینمایی مارول و جلوه‌های بصری آن متفاوت بوده است. با این حال، اجراهای بازیگران، به‌ویژه مکی و فورد، مورد تحسین قرار گرفته‌اند.

## داستان
پنج ماه پس از انتخاب تادئوس راس به‌عنوان رئیس‌جمهور ایالات متحده، او سم ویلسون و خواکین تورِس—که به‌ترتیب کاپیتان آمریکا و فالکون جدید هستند—را به اوآخاکا در مکزیک می‌فرستد تا جلوی فروش غیرقانونی اقلام محرمانه‌ای را بگیرند که توسط سایدوایندر و گروه مزدورانش، سرپنت، دزدیده شده‌اند. ویلسون و تورِس اقلام را بازیابی می‌کنند، اما سایدوایندر فرار می‌کند. تورِس از اینکه نقش سابق ویلسون به‌عنوان فالکون را بر عهده گرفته هیجان‌زده است، اما ویلسون به‌خاطر نداشتن قدرت‌های فرابشری مانند استیو راجرز، کاپیتان آمریکای سابق، تردید دارد که تورِس را در ماموریت‌های خطرناک درگیر کند. پس از مأموریت، ویلسون و تورِس با آیزایا بردلی، یک ابرسربازی که توسط دولت آمریکا زندانی و آزمایش شده بود، تمرین می‌کنند.
راس از ویلسون و تورِس دعوت می‌کند تا در اجلاسی با رهبران جهان در کاخ سفید شرکت کنند، و ویلسون به شرط دعوت از بردلی این دعوت را می‌پذیرد. راس از ویلسون می‌خواهد تا در بازسازی گروه اونجرز به او کمک کند. در جریان اجلاس، راس توضیح می‌دهد که فلزی جدید به نام آدامانتیوم در «جزیره آسمانی» کشف شده، جزیره‌ای که هنگام ظهور تیاموت، موجود آسمانی، در اقیانوس هند شکل گرفته است. اقلام بازیابی‌شده، اولین نمونه‌های تصفیه‌شده این فلز بودند که از یک عملیات استخراج ژاپنی دزدیده شده‌اند. برای جلوگیری از رقابت تسلیحاتی، راس معاهده‌ای برای مدیریت استخراج و توزیع آدامانتیوم پیشنهاد می‌کند. در حین سخنرانی، آهنگ «آقای آبی» پخش می‌شود و باعث می‌شود چند نفر، از جمله بردلی، به سمت راس و دیگر مقامات شلیک کنند. این افراد توسط روث بث-سِراف، رئیس امنیت راس و عضو سابق بیوه سیاه، دستگیر می‌شوند و پس از به‌هوش آمدن، ادعا می‌کنند هیچ اطلاعی از حمله ندارند.
ویلسون در حین تحقیق، مورد حمله سایدوایندر قرار می‌گیرد و او را دستگیر می‌کند. تورِس تماسی از تلفن سایدوایندر ردیابی می‌کند که به یک پایگاه مخفی در ویرجینیای غربی به نام کمپ اکو وان منتهی می‌شود. راس تلاش می‌کند معاهده را نجات دهد، اما دولت ژاپن او را به‌خاطر سرقت آدامانتیوم و حمله به کاخ سفید سرزنش می‌کند. راس متوجه می‌شود که مغز متفکر این اتفاقات، دکتر ساموئل استرنز است که پس از قرار گرفتن در معرض خون بروس بنر/هالک در جریان حمله ابومینیشن به هارلم، هوشی پیشرفته پیدا کرده بود. راس، استرنز را در کمپ اکو وان زندانی کرده، او را به‌خاطر اقدامات ابومینیشن مقصر جلوه داده و قول آزادی‌اش را در ازای کمک به رئیس‌جمهور شدنش داده بود. ویلسون و تورِس، استرنز را پیدا می‌کنند و متوجه می‌شوند که او با استفاده از فناوری و آهنگ «آقای آبی» ذهن افراد را کنترل می‌کند. استرنز در حین نبرد آن‌ها با سربازان تحت کنترل ذهن، فرار می‌کند.
راس، بث-سِراف را برای ایمن‌سازی کمپ اکو وان می‌فرستد، جایی که او به ویلسون و تورِس کمک می‌کند. این سه نفر با دنیس دانفی، دوست نظامی ویلسون که سایدوایندر را در بازداشت دارد، ملاقات می‌کنند. ویلسون از سایدوایندر اطلاعات کافی به‌دست می‌آورد تا نقشه استرنز برای تخریب اعتبار راس را کشف کند. ویلسون، تورِس و بث-سِراف به جزیره آسمانی می‌روند، جایی که راس و اوزاکی، نخست‌وزیر ژاپن، برای ادعای مالکیت آدامانتیوم رقابت می‌کنند. استرنز ذهن دو خلبان آمریکایی را کنترل کرده و آن‌ها را وادار به حمله به ناوگان ژاپنی می‌کند. ویلسون و تورِس هواپیماها را متوقف می‌کنند و ژاپنی‌ها را متقاعد به عقب‌نشینی می‌کنند، اما تورِس در این نبرد به شدت زخمی می‌شود. راس به ویلسون می‌گوید که به نارسایی قلبی مبتلا است و استرنز قرص‌هایی ساخته که عمر او را طولانی کرده‌اند؛ راس از آزادی استرنز خودداری کرده بود، زیرا می‌ترسید دیگر این قرص‌ها را تولید نکند، که این موضوع باعث خشم استرنز و برنامه‌ریزی برای انتقام شد.
ویلسون توسط دوستش باکی بارنز دلداری داده می‌شود. استرنز، دانفی را که متوجه شده بود قرص‌ها به بدن راس پرتو گاما اضافه می‌کنند، می‌کشد و خود را به ویلسون تسلیم می‌کند. دستگیری استرنز و ارتباطش با راس در یک کنفرانس مطبوعاتی فاش می‌شود. راس کنترل احساساتش را از دست می‌دهد و به هالک قرمز تبدیل شده و بخشی از کاخ سفید را تخریب می‌کند. ویلسون او را به‌اندازه کافی زخمی می‌کند تا بتواند با او صحبت کند و با یادآوری دیدارهای راس با دخترش بتی کنار درختان شکوفه گیلاس در واشینگتن (دی.سی.)، او را آرام می‌کند. راس به حالت عادی بازمی‌گردد. پس از این ماجرا، بردلی تبرئه می‌شود، ویلسون از تورِس که در حال بهبودی است دعوت می‌کند به انتقام‌جویان بپیوندد، و معاهده تصویب می‌شود. راس استعفا می‌دهد و خود را در زندان رأفت محبوس می‌کند، جایی که ویلسون و بتی به دیدارش می‌روند. در صحنه پس از تیتراژ، استرنزِ زندانی به ویلسون دربارهٔ حمله‌ای قریب‌الوقوع از دنیاهای دیگر هشدار می‌دهد.

## بازیگران
- آنتونی مکی در نقش سم ویلسون / کاپیتان آمریکا: یک انتقام‌جو و چترباز نجات سابق که توسط ارتش در نبردهای هوایی توسط بال‌هایی با طراحی ویژه آموزش دیده بود.[۷] نیت مور، تهیه‌کننده اجرایی فالکون و سرباز زمستان، کاپیتان آمریکای سم ویلسون را با راکی بالبوآ مقایسه کرد که «در هر شرایطی به عنوان یک بازنده» محسوب می‌شود و خصوصیات استیو راجرز را ندارد و گفت که ویلسون باید خودش را «بسیار تحت فشار قرار دهد» و لیاقت خود را برای به دست آوردن نام کاپیتان آمریکا نشان دهد.[۸] مکی گفت که ترانهٔ «اونا رو بزن» (۱۹۹۶) از توپاک شکور نشان‌دهنده تصویر او از ویلسون برای این فیلم است.[۹]
- دنی رمیرز در نقش واکین تورس / فالکون
- شیرا هاس در نقش روث بت سراف
- کارل لامبلی در نقش آیزایا بردلی
- زوشا راکمور در نقش لیلا تیلور
- جانکارلو اسپوزیتو در نقش ست وولکر / ساید وایندر
- تیم بلیک نلسون در نقش ساموئل استرنز
- هریسون فورد در نقش تادئوس راس / هالک قرمز
- لیو تایلر در نقش بتی راس

## تولید

### توسعه
کوین فایگی، رئیس مارول استودیوز در اکتبر ۲۰۱۵ گفت که کاپیتان آمریکا: جنگ داخلی (۲۰۱۶) پس از کاپیتان آمریکا: نخستین انتقام‌جو (۲۰۱۱) و کاپیتان آمریکا: سرباز زمستان (۲۰۱۴)، پایانی بر سه‌گانهٔ کاپیتان آمریکا بود که در آن کریس ایوانز در نقش استیو راجرز به ایفای نقش پرداخته است. جنگ داخلی آخرین فیلم مستقل ایوانز با قرارداد کاپیتان آمریکا بود، اما او آماده تمدید قرارداد خود فراتر از انتقام‌جویان: جنگ ابدیت (۲۰۱۸) و انتقام‌جویان: پایان بازی (۲۰۱۹) بود. ایوانز در ژانویه ۲۰۲۱ در آستانه امضای قراردادی برای ایفای مجدد نقش کاپیتان آمریکا در حداقل یک پروژهٔ آینده بود. گفته می‌شود که مشارکت ایوانز شبیه به نقش‌های فرعی داونی پس از پایان‌دادن به مجموعه‌فیلم‌های مرد آهنی با اتمام مرد آهنی ۳ (۲۰۱۳) در دیگر فرنچایزهای فیلم، مانند جنگ داخلی، خواهد بود. ایوانز گفت که این گزارش «برای [او] خبری جدید بود». بازگشت احتمالی او در پروژه‌ای جدا از نظم نوین جهانی خواهد بود.
مارول استودیو تا اکتبر ۲۰۱۸ در حال توسعه یک سریال محدود برای دیزنی پلاس بود که در آن بازیگرانی چون سم ویلسون / فالکون از آنتونی مکی و باکی بارنز / سرباز زمستان از سباستین استن از فیلم‌های MCU بازی می‌کردند. مالکوم اسپلمن به عنوان سرنویسنده اصلی این مجموعه استخدام شد، که در آوریل ۲۰۱۹ به‌طور رسمی با عنوان فالکون و سرباز زمستان معرفی شد. مکی پیش از پخش سریال گفت که هیچ بحثی در مورد فصل دوم صورت نگرفته است و به دلیل تأثیر دنیاگیری کووید-۱۹ بر سینماها، مطمئن نیست چه زمانی در یک فیلم «MCU» ظاهر خواهد شد. کاری اسکاگلند، کارگردان سریال، همچنین مطمئن نبود که آیا فصل دومی وجود خواهد داشت یا خیر، و گفت که او آنچه را که می‌خواهد در فصل اول بیان کرده است، اما اگر فصل دوم ساخته شود، داستان‌ها و شخصیت‌های بیشتری برای بررسی وجود دارند. فایگی گفت که ایده‌هایی برای ساختن فصل دوم وجود داشت، اما مارول در نظر داشت که این سریال، همانند وانداویژن (۲۰۲۱) و دیگر سریال‌های دیزنی پلاس، ابتدا به فیلم‌های آیندهٔ «MCU» راه یابد. او اضافه کرد که نمی‌خواهد سریال را با تأیید فصل دوم یا بحث دربارهٔ برنامه‌هایی که مارول برای شخصیت‌های آن پیش از انتشار در نظر گرفته بود، خراب کند. نیت مور، تهیه‌کننده اجرایی، در آوریل ۲۰۲۱ گفت که پایان سریال عناصر داستانی را برای فصل دوم بالقوه نشان می‌دهد، و افزود که این سریال موضوعات «بادوام» را بررسی می‌کند که خود را به کاوش بیشتر سوق می‌دهد.
پس از اکران قسمت پایانی فالکون و سرباز زمستان، در ۲۳ آوریل ۲۰۲۱، اسپلمن مشخص شد که در حال توسعهٔ فیلمنامه چهارمین فیلم کاپیتان آمریکا با دالان موسون، نویسندهٔ قسمت پنجم سریال است. انتظار می‌رفت که این فیلم ویلسون را پس از وقایع مجموعه دنبال کند، و بازگشت ایوانز در نقش راجرز در پروژه‌ای متفاوت گزارش شده است. بوریس کیت و آرون کاوچ از هالیوود ریپورتر خاطرنشان کردند که سه نفر در «MCU» تاکنون کاپیتان آمریکا بوده‌اند و جالب است که ببینیم تمرکز فیلم روی چه بوده است. مکی از برنامه‌های ساخت فیلم یا فصل دوم سریال اطلاعی نداشت، اما «از اینکه ببیند چه اتفاقی خواهد افتاد، هیجان‌زده بود» و گفت که هیچ کلمه‌ای برای توصیف این ایده که او به عنوان یک بازیگر سیاهپوست، شخصیت اصلی یک فیلم «MCU» باشد، و آن را امری «تاریخی» خواند. مکی قراردادی را برای بازی در این فیلم طی چند ماه آینده مذاکره کرد، و در ماه اوت قرارداد را امضا کرد. در ژوئیه ۲۰۲۲، ژولیوس اونا برای کارگردانی این فیلم انتخاب شد. عنوان فیلم و تاریخ اکران آن در کامیک-کان سن دیگو ۲۰۲۲ مشخص شد.

## بازخورد

### گیشه
در ایالات متحده و کانادا، این فیلم در کنار پدینگتون در پرو اکران و پیش‌بینی شد در آخر هفته افتتاحیه چهار روزه خود از ۴٫۱۰۵ سینما ۸۰ تا ۹۴ میلیون دلار بفروشد. این فیلم در روز افتتاحیه خود ۴۰ میلیون دلار فروخت که شامل ۱۲ میلیون دلار پیش‌نمایش پنج‌شنبه می‌شود.

### واکنش نقادانه
در وبگاه جمع‌آوری نقد راتن تومیتوز، ٪۴۷ از ۳۴۴ بررسی منتقدان مثبت است. اجماع این وبگاه چنین می‌نویسد: «آنتونی مکی به خوبی شنل و سپر کاپیتان را به دست می‌گیرد، اما دنیای جدید شجاع بیش از حد معمول و پرنقش‌ونگار و مملو از نکات مخفی غیرقابل توجه است که نمی‌تواند برای این رهبر جدید انتقام‌جویان احساس ماجراجویی مستقل شایسته‌ای داشته باشد.» این وبگاه همچنین گزارش داد که نخستین نقدها متفاوت از هم بودند و منتقدان فکر می‌کردند این فیلم «بدون اعمال تأثیر سیاسی ملموس، کمی بیش از حد پرمدعا است، اما به اندازه کافی اکشن هیجان‌انگیز و اجراهای عالی ارائه می‌دهد». این فیلم در متاکریتیک که از میانگین وزنی استفاده می‌کند، بر اساس نظر ۵۶ منتقدین امتیاز ۴۲ از ۱۰۰ را کسب کرده که نشان‌گر «نقدهای مختلط یا متوسط» است. تماشاگران شرکت‌کننده در نظرسنجی سینماسکور به فیلم نمره میانگین «B-» از A+ تا F دادند که پایین‌ترین نمره برای یک فیلم از دنیای سینمایی مارول بود. پست‌ترک میانگین امتیاز ۳ از ۵ ستاره را گزارش کرد.

## آینده
در ژانویه ۲۰۲۵، مکی اعلام کرد می‌خواهد ایفای نقش سم ویلسون را به مدت حدوداً ۱۰ سال ادامه دهد. او امیدوار بود پس از بازی در دو فیلم بعدی انتقام‌جویان یعنی انتقام‌جویان: روز نابودی (۲۰۲۶) و انتقام‌جویان: جنگ‌های پنهان (۲۰۲۷) فیلم دیگری از کاپیتان آمریکا ساخته شود.